# Harri Ylönen
Harri Ylönen (ur. 21 grudnia 1972 w Kuopio) – fiński piłkarz występujący na pozycji obrońcy.

## Kariera klubowa
Ylönen karierę rozpoczynał w sezonie 1991 w pierwszoligowej drużynie KuPS. W 1993 roku przeszedł do innego pierwszoligowca, zespołu FC Haka. W sezonie 1995 wywalczył z nim mistrzostwo Finlandii, ale w następnym spadł do drugiej ligi. W sezonie 1997 wraz z Haką zdobył Puchar Finlandii, a także awansował z powrotem do pierwszej ligi. W sezonie 1998 po raz drugi wywalczył z klubem mistrzostwo Finlandii.
W 1999 roku Ylönen przeszedł do norweskiego SK Brann. W sezonie 1999 dotarł z nim do finału Pucharu Norwegii, a w Tippeligaen zajął 3. miejsce. W kolejnym sezonie wraz z zespołem wywalczył natomiast wicemistrzostwo Norwegii.
W 2002 roku wrócił do Haki. W sezonie 2002 zdobył z nią Puchar Finlandii, a w sezonie 2004 mistrzostwo Finlandii. Na początku 2005 roku przeszedł do niemieckiego Sportfreunde Siegen. W sezonie 2004/2005 awansował z nim z Regionalligi Süd do 2. Bundesligi.
W 2006 roku Ylönen po raz kolejny został graczem Haki. Spędził tam sezon 2006, a potem odszedł do drugoligowego KuPS. W sezonie 2007 awansował z nim do pierwszej ligi. W 2009 roku zakończył karierę.

## Kariera reprezentacyjna
W reprezentacji Finlandii Ylönen zadebiutował 15 listopada 1995 w przegranym 1:3 meczu eliminacji Mistrzostw Europy 1996 z Rosją. 16 lutego 1996 w przegranym 2:5 towarzyskim pojedynku z Tajlandią strzelił swojego jedynego gola w kadrze. W latach 1995–2002 w drużynie narodowej rozegrał 46 spotkań.